# Église Saint-Michel de Somain
Pour les articles homonymes, voir Église Saint-Michel.
L'église Saint-Michel est une église catholique située à Somain, en France. Elle est dédiée à l'archange Saint Michel, patron secondaire de la France. C'est la seule qui subsiste après la démolition en 1983 de la grande église Notre-Dame-des-Orages du quartier de l'ancienne fosse De Sessevalle et après la désaffectation de la chapelle Sainte-Barbe au début du XXIe siècle. La statue de sainte Barbe (patronne des mineurs) qui y était révérée chaque 4 décembre se trouve maintenant à l'église Saint-Michel. 

## Histoire
L'église est a été construite dans les années 1730 sur l'emplacement d'une église de 1548. La flèche est détruite en octobre 1958. Une flèche métallique vient la remplacer dès 1959, mais elle est à son tour détruite le 15 mai 1982.

## Localisation

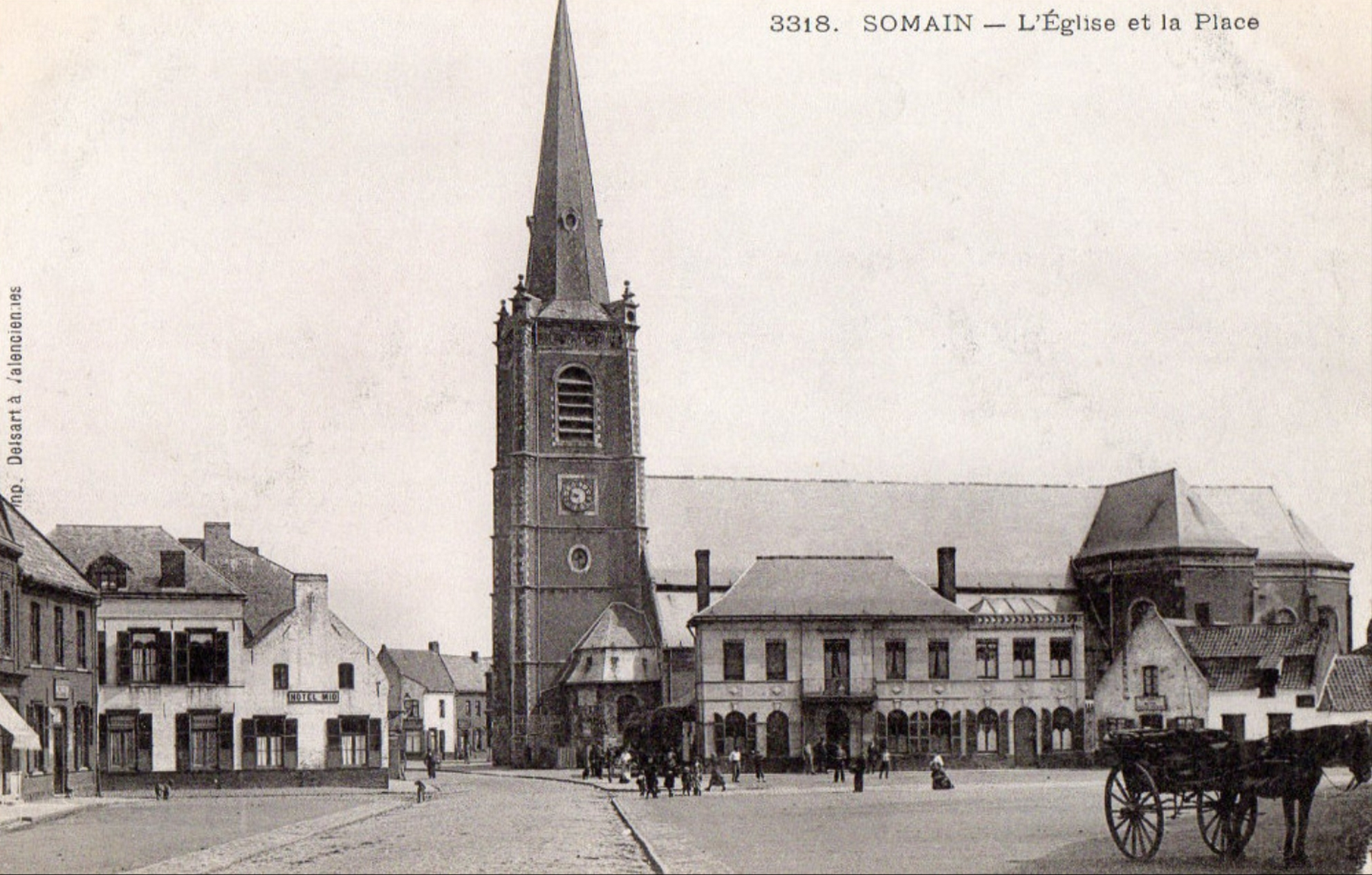
L'église Saint-Michel avant la Première Guerre mondiale.

L'église est située dans le département français du Nord, sur la commune de Somain.